# Alison Townley
Alison Townley (Minneapolis, 6 september 1965) is een Amerikaans voormalig roeister.
Townley maakte deel uit van de Amerikaanse roeiploeg tussen 1985 en 1992. Zij nam tweemaal deel aan de Olympische Spelen. In 1988 werd ze zesde in de dames-acht. Vier jaar later roeide ze in de dubbel-vier naar een vierde plaats in de finale.
Na haar actieve roeiloopbaan werd Townley dressuurtrainer in de paardensport.